# 青山はな
青山 はな（あおやま はな、1989年10月8日 - ）は、日本のAV女優。マインズに所属していた。

## 略歴・人物
千葉県出身。趣味・特技は、カフェ巡り・リップ集め・創作料理。
2016年3月、“元地方局のお天気お姉さん”の触れ込みでマキシング専属女優としてAVデビュー。
2017年7月よりLANTANAからマインズに所属事務所を移籍したことをツイッターで報告。
現役時代の生年月日は1989年10月8日だったが、現在は1988年4月2日になっている。

## 作品

### アダルトDVD（修正）
2016年
- 新人 青山はな 地方局の元お天気お姉さんAVデビュー! おま●こ洪水特別警報発令、桜の開花日直前にAVで一足早く花開く!!（3月16日、マキシング）
- 逝きたいのに逝かせてもらえない寸止めからの絶頂マ●コ破壊4本番（4月16日、マキシング）
- 若妻性奴隷陵辱調教（5月16日、マキシング）
- 生ハメ中出しご奉仕ソープランド（6月16日、マキシング）
- 美人妻が嵌った 誘惑エステマッサージ（7月16日、マキシング）
- 寝取られ人妻温泉旅館 〜犯され願望、濡れる美人妻〜（8月16日、マキシング）
- 即尺!即ハメ!即絶頂!!（9月16日、マキシング）
- 生徒たちの性処理道具になり果てた人妻女教師（10月16日、マキシング）
- 変態マゾヒスト ボンテージ嬢 イラマチオ調教（11月16日、マキシング）
- 今すぐヤリたい! 人懐っこい笑顔とFカップ美乳の元お天気お姉さん 青山はな 4時間（11月16日、マキシング）※総集編
- 義父に緊縛奴隷調教され快楽堕ちする美しき背徳未亡人（12月16日、マキシング）

2017年
- 服従志願（1月16日、マキシング）
- 最高の愛人と、最高の中出し性交。 10（2月3日、プレステージ）
- 義父のデカチンが忘れられず… 求められる度「いけない」と思いつつも自ら腰を振り中出しされる貞淑妻 5（2月17日DOC）他出演:心花ゆら
- じゃれて突然膝の上に座ってきた女のお尻が股間にピタ!! お尻を動かす度に膨らむ僕のチ○コに気付いた彼女は…（2月17日、DOC）他出演:北川ゆず、柊さき
- 寝取らせ 19（3月3日、DOC）
- 電マエステでデトックス!? 透けパンおもらし電マ地獄（3月3日、DOC）他出演:三島奈津子、西内るな、今井ゆあ、ゆうき麻里、栄川乃亜、KAREN、桜咲姫莉、西内萌菜
- 密着リアルドキュメント 街一番の激カワ素人を狙え! 凄腕ナンパ師たちがガチンコ美少女限定ナンパ合戦! 口説き落としてラブホで即ハメッ! 一体誰がピカ一スケベ女をゲットできるんだよスペシャル（3月25日、ナンパJAPAN）※「ゆきの」名義　他出演:みさき、まり、ゆり、なな、まどか
- 働く女性限定 街で見かけたカワイイ制服女子ナンパ 仕事終わりに制服着たままサクッと裏バイト。（3月25日、ナンパJAPAN）※「ちなつ」名義　他出演:さき、あみ、ななえ
- 痴りたがり 1 【投稿映像】或る変態カップルの日常（3月31日、プレステージ）
- 妻を同じ部署の同僚に寝取られて、ムカつくけど興奮する…。（4月6日、ヒビノ）
- 高画質で魅せる青山はなのフェラチオ 4時間（4月16日、マキシング）※総集編
- 工業高校出身の妻が参加した同窓会ビデオ 〜僕の妻はDQNヤンキーたちの肉便器でした〜（4月20日、SODクリエイト）
- 息子の嫁（5月7日、マドンナ）
- 夫婦経営のペンションでむっちり巨乳の奥さんと旦那に隠れてひたすらハメる。（5月12日、S級素人）
- 昭和の女・忍ぶ嫁 良家の娘が没落した家の借金の為、年の離れた成り上がりの男の肉玩具として嫁ぐ（5月18日、ヒビノ）
- お金の為だと割り切って友達だけどSEXして下さい!! 9th（5月19日、DOC）他出演:あけみみう、花崎りこ、松井レナ、香山亜衣、細井しずか、秋吉花音
- レ○プした女を拘束して放置したら助けに来た父親にも犯されててワロタ（6月1日、ナチュラルハイ）他出演:山本しゅり ほか
- ストレスが溜まりまくる保育士は超性欲旺盛で欲求不満のヤリマン巨乳女子だらけだった! 用事があって姉が働く保育園に行ったら、保育時間が終わっても残業している保育士さんたちが妙にチラチラとボクを見てくる。姉がいなくなった途端、ボクに興味津々の保育士さんたちが急接近!今まで女性から話しかけられたことすらなかったのに女性たちと超密着!出会いがないらしく超積極的にみんなでボクを誘惑しまくり!当然、女性に不慣れなボクは勃起。それを見た保育士さんたちは超ビッチな本性丸出しで大きな胸を揺らし激しく腰を振って求めてきたのです。（6月7日、Hunter）共演:若槻みづな、江上しほ、三原ほのか、斉藤みゆ、佐々木ひな
- 今すぐヤリたい! 人懐っこい笑顔とFカップ美乳の元お天気お姉さん 青山はな 4時間 Vol.02（6月16日、マキシング）※総集編
- 禁断介護（7月6日、グローリークエスト）
- マジックミラー号 「童貞くんのオナニーのお手伝いしてくれませんか…」 空港で声を掛けた心優しいCAが童貞くんを赤面筆おろし! 9（7月6日、SODクリエイト）※「みく」名義　他出演:あさみ、ちひろ、はるな、りこ
- 素人男女観察! モニタリングAV 男女の友情徹底検証!! 酔っ払って終電を逃した仲良し男女限定!(恋人同士では無い) タオル一枚で一晩何もせずに過ごしたら賞金20万円!! (もしエッチしちゃっても中出ししたら1発につき報奨金として10万円差し上げます!)（7月7日、お夜食カンパニー）他出演:斉藤みゆ、江上しほ、若槻みづな、小泉沙彩
- 同級生に誘われて… レズビアンの虜になった人妻。（7月7日、ビビアン） 共演:神ユキ
- 娘と家庭教師の女を媚薬発情させ近親＆レズ3PでW中出しセックス 2（7月21日、DOC）共演:雫みあ　他出演:紗々原ゆり、橋下まこ
- 【人妻投稿動画】 加減を知らない欲求不満なアラサー妻3名 File.01（7月28日、MAD）他出演:西内るな、白金れい奈
- 連日の猛暑のせいで熱中症が続出!?そんな中、僕らの学校が緊急で作った校則は「スーパークールビズ」だった!周りを見れば女子のイヤラしく発育した身体が!そんな状況で授業に集中できる訳もなく、女子を見るたびムラムラしてしまい… 4（8月4日、DOC）共演:NAOMI、山本千紘
- 自宅に呼んだアラサー家政婦さんの色気ムンムンのエロ尻から目が離せない! 『これは誘っているのか!?』と思わせるようなピタパンでお尻をフリながら掃除をするものですから、もう勃起しまくりで我慢できません!ワンルームの部屋中いたるところで我を忘れてハメまくり! バック、寝バック、立ちバックで何度も何度も中出ししまっくったら、家政婦さんも感じまくり!逆に最後はお掃除フェラまでしてくれました。（8月7日、ゴールデンタイム）他出演:碧しの ほか
- 噂の美人妻。 発見!アラサーゆるふわ専業主婦。 前から横から後ろから。（8月13日、MARX）
- 五つ星美人妻ナンパ中出し 紳士と淑女の本気SEXドキュメント4時間SP（8月15日、ロータス）他出演:紗々原ゆり、池上まひろ、北川ゆず
- 自画撮り超快感! 止まらない指ピストン 本能剥き出し 連続絶頂オナニー（8月15日、プリモ）他出演:春原未来、さくらみゆき、美咲結衣、朝桐光、玉木くるみ、池上まひろ、白咲ゆず ほか
- 絶対本番出来る生中出し風俗嬢（8月25日、マックス・エー）
- 実はかなりのヤリマンだった!?妻の会社の飲み会で録画された旦那の知らない妻のお宝セックスビデオ（8月31日（レンタル）/9月8日（セル）、LEO）共演:池上まひろ
- 『私みたいなおばさんが初めてで本当に後悔しない??』 『全然、後悔しないです』※即答 30歳を越えてもまだまだ性欲が衰えない私は旦那とは超セックスレス。でも私はエッチが本当に大好きで大好きでたまらないんです!!誰でもいいからヤリタイ!!私を女子と見てくれる人なら誰でも…。そして私を見て勃起してくれる人なら誰でも…。そんな思いで日々胸をあけてミニスカートを履いて機会を伺っていたら童貞君には刺激的だったみたいでフル勃起!! わたしみたいなおばさんに大興奮して「ヤリたいです」って言うから嬉しかったんだけど、さすがに初めては申し訳ないと思い「初めてが本当に私でいいの?」と言ったら即答で「ヤリたい!」というので興奮を抑えきれない私は悪いと思いつつ襲っちゃいました! しかも、何度も中に出させてあげちゃいました!（9月7日、Hunter）他出演:小川桃果、天野弥生、今井ゆあ、真木今日子、中里美穂
- お酒の力を借りてどうにかこうにかセックスしたい男たちがメガバン、商社好きの客室乗務員ちゃんを飲ませて酔わせてヤリ捨てポイ!（9月13日、MARX）共演:秋吉花音、西内るな
- 120%リアルガチ軟派伝説 vol.52 in 川崎（9月15日、プレステージ）※「りさ」名義　他出演:れいか、ゆいか、れいな、ともみ
- いつも気になっていた巨乳保育士ちゃんとやっちゃった俺（10月5日、アキノリ）他出演:浅田結梨、白桃心奈
- そそる下半身 思わずバックで打ちつけたくなるグラマラスな美尻美女と興奮SEX（10月13日、S-Cute）他出演:はるのるみ、水沢のの、立花瑠莉、成海さやか
- ベロCHUマート 胸チラ誘惑する店員さんとベロキスしながら靴が買える店（10月19日、ROCKET）共演:若槻みづな、月宮こはる
- 「ねぇ?あたしと一緒にチャットでいっぱ〜いHなことしよ♥」 制服美少女!ピチャピチャ潮吹きLIVEチャットオナニー 4時間DX vol.15（11月1日、VALEX）他出演:水嶋アリス、速美もな、一色さゆり、秋吉花音、さとう愛理
- うちの嫁を寝取った若造を呼び出して「謝罪するならお前の若い嫁をヤラせろよ!」 夫の不倫の代償として犯され乱れ狂う人妻（11月2日、ナチュラルハイ）共演:成海さやか　他出演:若槻みづな、紗藤まゆ
- 至高のお風呂屋さん（11月13日、ZUKKON/BAKKON）共演:あやね遥菜、成海夏季、白井ゆずか、明海こう、森保さな、泉なつみ、牧野れいな、戸叶真菜、前園ゆり
- コンドームなしでエッチな状況になったらどうなるのかをモニタリング 恋人のいない女上司×男部下 ラブホテルで2人きりの状況に火が付き一線を超えてしまうのか? パート3（11月16日、SODクリエイト）※「なな」名義　他出演:ゆか、ひかり、なな、なつこ
- 今すぐヤリたい! 人懐っこい笑顔とFカップ美乳の元お天気お姉さん 青山はな 4時間 Vol.03（11月16日、マキシング）※ベスト版
- 実話再現NTRドラマ 同窓会当日ネトラレ 同級生の妻(元CA)が中学時代イケテタいけ好かないサッカー部の同窓会に参加しました（11月19日、熟女はつらいよ）
- フィットネスジム併設スポーツ女子マッサージ盗撮（11月24日、MAGIC）他出演:あやね遥菜、明里ともか、泉なつみ
- ナチュラルハイ年末スペシャル 敏感(恥)巨乳痴漢 撮り下ろし 総勢10名2枚組 豪華版（12月7日、ナチュラルハイ）他出演:吉川あいみ、斉藤みゆ、星空もあ、澁谷果歩、かなで自由、三原ほのか、加藤あやの ほか
- 「巨乳すぎて患者を勃起させてしまう悩める看護師SPECIAL 鉄板企画目白押し!『大きな胸でゴメンナサイ』6連発!!」 VOL.1（12月7日、DANDY）他出演:三原ほのか、春菜はな、真木今日子、斉藤みゆ
- 絶倫少年 巨乳義姉連続中出し痴漢 〜父親の再婚で突然できた巨乳で美人な義理の姉を何度も何度も連続中出しで犯しまくる!〜（12月7日、アパッチ）共演:蓮実クレア、桃瀬ゆり、滝本エレナ、西条沙羅
- マジックミラー号 ベビーカーを押す子持ちのママが悩めるシングルファザーにスマタで赤面ご奉仕! “ダメダメ入っちゃう”と言いつつも…パパより立派なデカチ○ポを敏感マ○コが受け入れちゃう! 10人中6本番! in北千住（12月21日、SODクリエイト）他出演:涼川絢音、水谷心音 ほか
- 保育園に子供を預けてお迎えまでの間 「自宅にお邪魔していいですか?」 出産以来のドキドキSEXにうれション漏らしながらカニばさみで何度も中出しを求める貞操妻（12月22日、S級素人）他出演:大石香織、秋山ゆう、佐々木あき
- 逸材!!ド素人の人妻は、AV志願の従順発情ペット。（12月25日、ビッグモーカル）他出演:南まゆ、北乃みれい
- 酔いつぶれた人妻 泥酔した奥様をエロ管理人が、旦那のいない部屋にチン入して介抱!!（12月27日（レンタル）/1月1日、（セル）、LEO）他出演:吉川あいみ、泉ののか

2018年
- 海の相席居酒屋でナンパした仲良しビキニギャル2人組をお持ち帰り。コソコソHしていると隣の部屋にいるガードの堅い女友達はヤラせてくれるか 【其の1】（1月1日、変態紳士倶楽部）共演:川村まや　他出演:上原花恋、香椎りあ
- モニタリング 女上司×部下の童貞 一度中出しを許してしまった女上司は絶倫チ○ポを目の前にいったいどうなってしまうのか?? 終電を逃した女上司と部下が密室で二人きり!! 仕事の出来る先輩OLが初めてのセルフイラマチオ体験!! ギンギンに勃起した部下の童貞チ○ポを、喉奥までくわえ込み発情した女上司は、ド淫乱に変貌し一度の射精では収まらない 『連続射精筆下し』ドロッドロ 12発 中出し（1月5日、DOC）他出演:彩奈つばさ、夢野あやめ、松下美織
- おばさんの昔の水着写真が童貞の僕には超ドストライク!こっそりオナネタにしていたのをみつかって軽蔑されると思いきやかつてはセックスのハードルが超低かったことが判明し肉厚でよく締まるヤリマ○コでこっそり筆下ろされてナマ膣出し!（1月12日、SCOOP）他出演:児玉るみ、早川瑞希、横山夏希
- S級ニューハーフ濃厚レズ性交 高級人妻オイルエステ（1月15日、ピーターズ）共演:咲雪華奈、葉月もえ
- 淫乱すぎる巨乳女優たちとSEX合コンしてみました（1月25日、セレブの友）共演:あやね遥菜、森はるら、ゆうか凛
- 人妻交姦スワッピング性交 09（1月26日、MAD）共演:羽月希
- 新人看護婦 院内調教レズビアン（2月19日、ビビアン）共演:秋吉花音
- 大暴露! 本音(女子)トーク炸裂のレズビアン女子会（2月25日、セレブの友）共演:あやね遥菜、森はるら、ゆうか凛、円城ひとみ
- 女友達がほろ酔いでキス魔に大豹変!? 発情が止まらない彼女と糸引く唾液まみれ淫口ベロチューSEX!（3月2日、DOC）他出演:三浦みなみ、楓まい、河北彩未
- ツンデレ幼馴染を俺専用の全裸家政婦にしたらマゾ興奮して中出し懇願! 10名5時間問答無用の全員中出しSP!!（3月9日、ゲッツ!!）他出演:かなで自由、羽田璃子、玉城マイ、若月みいな、里美まゆ、月本愛、矢吹リカ、優梨まい ほか
- 夜這いされ喘ぎ声を我慢しながら旦那の横で中出しまでされる人妻 12（3月15日、グローリークエスト）他出演:波多野結衣、中村日咲、水谷心音、速美もな
- 青山はな Fカップ美乳の元お天気お姉さん35本番 4時間（3月16日、マキシング）※ベスト版
- 徹底主観で低速焦らしフェラチオ 〜しつこいぐらいの亀頭責め、咥えてくれたと思えば超スロー、絶頂手前を彷徨い続ける生き地獄〜（3月16日、SEX Agent）他出演:羽月希、篠田ゆう、舞島あかり、浅田結梨、紗藤まゆ、松下美織、秋吉花音
- 顔面騎乗しながらセルフイラマチオ 〜顔面騎乗しながらセルフイラマチオ〜（3月16日、SEX Agent）他出演:羽月希、篠田ゆう、浅田結梨、松下美織、浜崎なお、海空花、紗藤まゆ
- 貫通ザーメン! 暴発パン中手コキ 2 〜見えない手元が中で大暴れ！蒸し蒸しの密閉空間で行われる秘め事〜（3月16日、SEX Agent）他出演:羽月希、篠田ゆう、浅田結梨、秋吉花音、浜崎なお、海空花、紗藤まゆ、松下美織
- 母親と息子の親子混浴露天風呂一転孕ませ近親相姦 〜タオル一枚の巨乳ママが子宝温泉でスケベな息子と危険日中出しヤリまくり!!〜（3月21日、ROCKET）共演:大橋愛菜、新垣智江
- 「えっ、ダメだよ…!挿っちゃってるよ!!」 幼馴染と素股をしていたらヌルっと生挿入でド淫乱化!高速グラインド騎乗位3連続中出し強要! 都会で暮らす幼馴染の家に泊まらせてもらう事になったボク。幼馴染は見違えるほど大人っぽく、しかも巨乳になっていた!昔話をしていても、胸が気になりすぎて勃起!それがバレてお互い気まずくなる…。勃起が治まらず悶々としているボクを見かねた幼馴染が「擦り付けるだけだよ…」と素股ならOKしてくれた!!だけど擦り付けていくうちにずっぽりチ○ポが挿ってしまった!すると一回挿ったら最後、嫌がるどころか幼馴染は淫乱スイッチが入って腰の動きは速くなり、高速グラインド騎乗位でボクに抜かずの3連続中出しを強要!!だけで治まらず、何度も何度も中出しを求めてきた!!（4月7日、Hunter）他出演:浜崎真緒、若槻みづな、橘咲良、川口ともか
- 公開野外羞恥。（4月7日、山と空）
- 街角シロウトナンパ! vol.05 〜～結婚式帰り編〜（4月13日、プレステージ）※「うみ」名義　他出演:ひろこ、まなみ、ゆうか、えり
- 湘南海岸 無料チケットで勧誘! オシャレ海の家 昏睡中出しエステ 3（5月25日、レッド）他出演:松井レナ、池内涼子 ほか

### VR
2017年
- 手コキ 猛烈! おち●ぽリハビリ（7月21日、ブイワンVR）
- 生中出し 痴女先生に退院するまで毎日やられちゃった僕。（7月24日、ブイワンVR）
- 見せつけ誘惑密着オナニー（7月31日、TGIRLS）
- バレたらヤバい状況で挑発してくるドキドキ密着フェラチオ（8月1日、TGIRLS）
- ボクにセックスのやり方を教えてくれた従妹のキレイなお姉さん（8月2日、TGIRLS）
- 生中出し 激カワナースに逆夜這いされちゃった僕。（9月1日、ブイワンVR）
- ローション手コキ エッチな事を考え過ぎて金玉パンパンで苦しむ患者に緊急射精処置（10月28日、ブイワンVR）

2018年
- 裏クチコミ評価5のビジネスホテル マッサージ編（3月9日、CASANOVA）
- 超VIP席!親友同士の見せ付けレズ（3月23日、CASANOVA）共演:紗藤まゆ
- ハイパーバイノーラル むっちり爆乳お姉さんが高密着濃厚中出し爆乳ハーレムSEX 両耳でささやき勃起させる（4月22日、KMPVR）共演:三原ほのか
- 仮想現実ライブチャット hanaちゃんログイン中（4月27日、CASANOVA）
- 怪我をして動けなくなった僕に色気たっぷりのホームヘルパーさんが介抱。やさしく体を拭かれたり、食事を手伝ってくれるヘルパーさんのふくよかな胸を見ていたら、我慢できなくなったチ●コが反応 最初は戸惑うものの優しいヘルパーさんが…（4月28日、KMPVR）

### アダルトDVD（無修正）
2018年
- 揺れるFカップ（8月10日、カリビアンコム）

### イメージDVD
- Hana お元気お天気お姉さん（2016年7月7日、REbecca）
- Hana 2 イリオモテレポート（2016年10月20日、REbecca）

## 出演

### テレビ
- ビ〜チ9（2017年6月、テレビ埼玉）※マンスリーゲスト

### 映画
- 疑心乱交　闇夜にうごめく雌尻（2017年8月18日、オーピー映画） - 永野みゆき 役[5]
- 柔らかい檻（2018年、OP PICTURES） - 永野みゆき 役※「疑心乱交～」の一般公開用編集版

## 書籍

### 雑誌
- FLASH 2016年2月23日号（光文社）
- FRIDAY 2016年3月11日号（講談社）
- 週刊実話 2016年3月24日号（日本ジャーナル出版）
- FRIDAY 2016年4月8・15日号（講談社）
- FRIDAY 2016年9月2日号（講談社）
- 週刊アサヒ芸能 2016年11月24日号（徳間書店）
- 週刊実話 2016年12月8日号（日本ジャーナル出版）